# Physophora
Famille
Genre
Synonymes
- Discolabe Eschscholtz, 1829[1]
- Physsophora Forsskål, 1775[1]

Physophora est un genre de siphonophores (hydrozoaires coloniaux pélagiques), le seul de la famille des Physophoridae.

## Liste des espèces
Selon World Register of Marine Species (22 février 2019) :
- Physophora gilmeri Pugh, 2005
- Physophora hydrostatica Forsskål, 1775
- Physophora mirabilis delle Chiaje, 1841

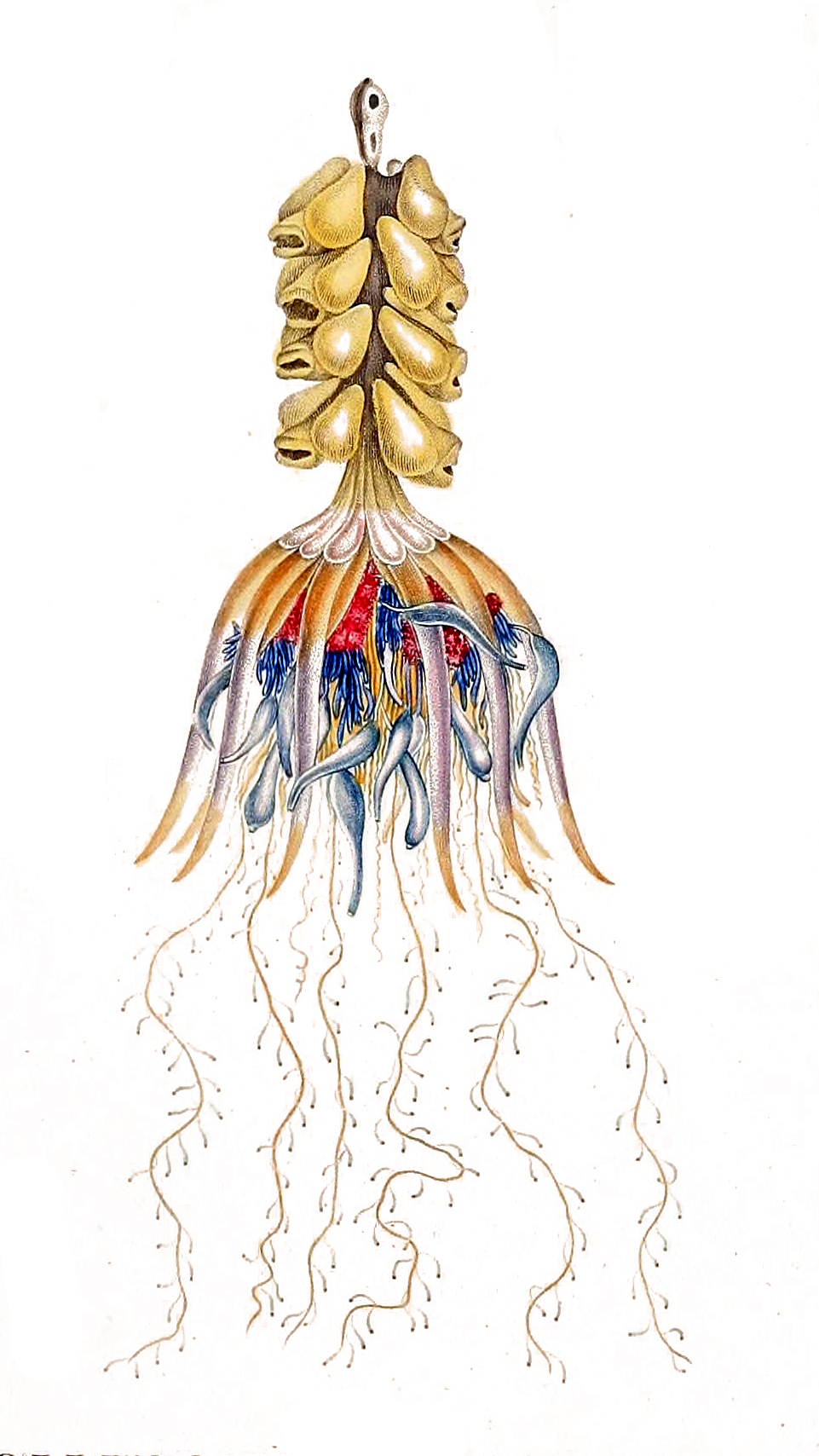
Dessin de Physophora.

## Publications originales
- Forskål, 1775[2] : Descriptiones animalium, avium, amphibiorum, piscium, insectorum, vermium / quae in itinere orientali observavit Petrus Forskål. (texte intégral) (la).
- Eschscholtz, 1829 : System der Acalephen. Eine ausführliche Beschreibung aller medusenartigen Strahltiere. pp. 1-190 (texte intégral) (de).